# 사루다역
사루다역(일본어: 猿田駅, さるだえき 사루다에키[*])은 일본 지바현 조시시에 위치한 동일본 여객철도의 철도역이다.

## 역 구조
상대식 승강장으로 2면 2선의 지상역이며 저상 승강장이다. 두 개의 승강장은 역사 구라하시 역 방면에 위치한 과선교로 연결되어 있다. 조시역 관할권의 무인역이다. 승차역 증명서 발행기와 스이카의 사용이 가능한 간이 개찰기가 설치되어 있다.

### 승강장
| 1 | ■ 소부 본선 (상행) | 아사히・요카이치바・나루토・사쿠라・지바・도쿄 방면 |
| 2 | ■ 소부 본선 (하행) | 조시 방면                                           |

## 역사
- 1898년 1월 25일 - 소부 철도의 역으로서 개업하였다.
- 1907년 9월 1일 - 국유화에 따라 동일본 여객철도의 소속이 되었다.
- 1962년 10월 1일 - 화물 취급을 폐지하였다.
- 1974년 3월 15일 - 무인역이 되었다.
- 1987년 4월 1일 - 민영화에 따라 동일본 여객철도의 소속이 되었다.
- 2009년 3월 14일 - 스이카의 사용이 가능해졌으며, 도쿄 근교 구간 요금제가 적용되기 시작하였다.

## 인접정차역
| ■ 동일본 여객철도 소부 본선 | ■ 동일본 여객철도 소부 본선 | ■ 동일본 여객철도 소부 본선 |
| --------------------------- | --------------------------- | --------------------------- |
| 구라하시 지바 방면          | 보통                        | 마쓰기시 조시 방면          |